# Iron Man 3
Iron Man 3 ist ein US-amerikanischer Action- und Science-Fiction-Spielfilm aus dem Jahr 2013, der auf der Superhelden-Comicfigur Iron Man des Verlages Marvel basiert. Die Comicverfilmung ist die Fortsetzung der Filme Iron Man und Iron Man 2, seine Handlung baut jedoch auf dem Film Marvel’s The Avengers auf. Er ist der siebte Film aus dem sogenannten Marvel Cinematic Universe. Regie führte Shane Black, die Titelfigur spielte wie auch in den Vorgängern Robert Downey Jr.
Die Uraufführung fand am 12. April 2013 in München statt. Er wird außer in China, Deutschland und Österreich weltweit von Walt Disney Studios Motion Pictures verliehen. In China ist DMG Entertainment, in Deutschland und Österreich Concorde Filmverleih für den Verleih zuständig.

## Handlung
Auf einer Silvesterparty in Bern im Jahr 1999 trifft Tony Stark auf die Biologin Maya Hansen, die mit Extremis ein experimentelles Verfahren entwickelt hat, um die menschliche DNS beliebig zu verändern. Er wird auf dem Weg zu ihrem Zimmer von dem Wissenschaftler Aldrich Killian angesprochen, der ihm eine bahnbrechende Idee anbietet und ihm vorschlägt, seine neu gegründete Firma zu unterstützen. Stark wimmelt Killian ab und wendet sich dann Hansen zu, die ihm ihre Entdeckung vorführt.
13 Jahre später wird die Welt von Terroranschlägen des mysteriösen Mandarin erschüttert, der immer wieder seine Botschaften über gekaperte Fernsehkanäle verbreitet. Starks Freund Colonel James Rhodes, in der Rüstung des Iron Mans (siehe Iron Man 2) auch bekannt als Iron Patriot, versucht mit Hilfe des Geheimdienstes, den Mandarin zu fassen. Stark leidet, bedingt durch die Alieninvasion in New York City, unter Panikattacken bzw. dem posttraumatischen Stresssyndrom und findet in der Rüstung unbewusst seinen einzigen Schutz. Das neueste Modell dieses hochtechnologisierten Anzuges "Mark 42" besitzt die Fähigkeit, sich auch über weite Strecken hinweg auf Abruf um seinen Besitzer zu hüllen oder falls nötig um einen Körper, den der Besitzer auswählt. Pepper Potts, die mittlerweile mit Stark zusammen lebt, ist von dessen Besessenheit für seine Anzüge wenig angetan.
Killian bietet Stark Industries eine Beteiligung am Extremis-Projekt an. Potts lehnt als Verantwortliche das Angebot ab, da sie es für möglich hält, dass Extremis als Waffe einsetzbar ist.
Happy Hogan, Sicherheitschef von Stark Industries, ist Killian gegenüber misstrauisch und verfolgt dessen Assistenten Eric Savin zum TCL Chinese Theatre. Savin übergibt einem unbekannten Mann einen Koffer. Als der Mann die im Koffer enthaltene Chemikalie zu sich nimmt, explodiert er, wodurch das Theater zerstört wird. Happy wird bei diesem Vorfall schwer verletzt. Wütend über die Verletzung seines Freundes droht Stark dem Mandarin, der sich für die Vorgänge verantwortlich zeigt, und fordert ihn zu einem Zweikampf heraus. Bei seinen anschließenden Nachforschungen findet Stark heraus, dass ähnlich mysteriöse Explosionen bereits stattfanden, bevor der Mandarin an die Öffentlichkeit getreten ist.
Am Tag darauf wird die Villa Starks von Kampfhubschraubern angegriffen. Um Potts zu retten, lässt Stark sie von seiner neuen Rüstung umhüllen, und so kann sie mit der ebenfalls anwesenden Hansen sicher das Haus verlassen, bevor Stark die Rüstung wieder zu sich ruft, um sich selbst zu retten. Aufgrund einer Fehlfunktion des Anzuges kann er den Angriff nicht kontern, sondern wird stattdessen nach Tennessee geflogen, wo der Anzug nach der Landung komplett versagt. Stark lernt in Tennessee den technikbegeisterten Jungen Harley kennen. Er erhält Zutritt zu einer Werkstatt und beginnt, seine Rüstung zu reparieren. Auch beginnt er mit Harleys Hilfe, Nachforschungen über eine Explosion anzustellen, die sich früher in der Stadt ereignete und eindeutige Parallelen mit den Anschlägen des Mandarin aufweist. Stark wird dabei von zwei Agenten des Mandarins angegriffen, die über die Fähigkeit verfügen, ihre Körper stark aufzuheizen und Verletzungen zu regenerieren. Ihm gelingt es, die Angreifer auszuschalten.
Kurz darauf erfährt Stark den Hintergrund des Extremis-Projekts und der damit verbundenen Wirkungen: Ursprünglich hatte Maya Hansen das Virus entwickelt, um eine vollständige Regeneration von schweren Verletzungen zu bewirken, doch führte das Projekt in einigen Fällen zur explosiven Zerstörung der Patienten. Killian hat Hansen finanziell unterstützt, Extremis aber zu einer Waffe verwandelt. Die angeblichen Terroranschläge gingen auf die Extremis-bedingte Selbstzerstörung von Testpersonen zurück, die sich von dem medizinischen Projekt erhofften, kriegsbedingte Verkrüppelungen heilen zu lassen.
Mit Hilfe des wiedererweckten JARVIS, seines KI-Butlers, findet Stark den Aufenthaltsort des Mandarin heraus, muss jedoch feststellen, dass der angebliche Terrorist ein angeheuerter Schauspieler namens Trevor Slattery ist. Stark erkennt, dass Killian im Hintergrund alle Fäden zieht, wird jedoch von Savin gefangen genommen. Währenddessen lässt Killian Iron Patriot in Pakistan kidnappen, als dieser den Mandarin sucht; auch Pepper Potts wird nach einem Gespräch mit Hansen von Killian entführt und mit Extremis infiziert. Killian enthüllt nun seinen Plan, mit dem Extremis-Projekt an Macht zu gelangen, indem er durch Ermordung des Präsidenten den derzeitigen Vizepräsidenten als seinen Marionettenherrscher einsetzen und so die Unterstützung der Regierung erlangen will. Bei dem Versuch, Stark zu befreien, wird Hansen von Killian erschossen. Später kann Stark sich selbst und Rhodes mit seiner aus Tennessee herbeigerufenen Rüstung befreien.
Der mit Rhodes’ Iron-Patriot-Rüstung getarnte Savin erlangt Zugang zur Air Force One, wo er den US-Präsidenten entführt und zu Killian schickt. Stark gelangt auf die Air Force One und ihm gelingt es, Savin im Zweikampf zu töten. Einige Passagiere werden aus dem Flugzeug gesaugt, bevor dieses explodiert, doch Stark kann sie im Fallen abfangen und sicher im Wasser absetzen.
Stark und Rhodes versuchen, in das Versteck von Killian zu gelangen, werden jedoch entdeckt und sehen sich ohne ihre Anzüge einer Armee von Extremis-Soldaten gegenüber. Stark ruft alle zur Verfügung stehenden Iron-Man-Anzüge, an denen er in der letzten Zeit gearbeitet hat, zur Verstärkung. Die von JARVIS gesteuerten Anzüge können Killians Handlanger aufhalten, während Rhodes den Präsidenten aus der Gewalt seiner Entführer retten kann. Stark ist im Schutze eines Iron-Man-Anzuges im Begriff, Potts zu retten, muss jedoch mit ansehen, wie diese in ein Flammenmeer fällt und verloren scheint. Stark greift nun Killian an, ist jedoch Killians Extremis-Kräften gegenüber chancenlos. Kurz bevor Killian Stark ausschalten kann, wird er von Potts getötet, die dank Extremis den Sturz überlebt hat.
Durch den Beinahe-Verlust von Potts geläutert, entschließt sich Stark, sein Leben neu zu ordnen. Er weist JARVIS an, alle verbliebenen Iron-Man-Rüstungen zu zerstören, entfernt später das Extremis-Virus aus Potts Körper und unterzieht sich schließlich selbst einer Operation, bei der die Granatsplitter und sein Elektromagnet erfolgreich aus seiner Brust entfernt werden, wodurch der permanente Reaktor in seiner Brust nicht mehr notwendig wird. Der Vizepräsident und Slattery werden verhaftet. In seiner abschließenden Note „Ich BIN Iron Man“ stellt er aber klar, dass er seine Identität nicht ändern, sondern weiterhin als Iron Man kämpfen wird.
Nach dem Abspann sieht man Tony Stark bei Bruce Banner, dem er die Filmhandlung als Teil einer selbst vorgeschlagenen Therapie vorträgt. Bruce, der erst gerade wieder aufgewacht ist, erweist sich für Stark als schlechter Zuhörer, was diesen nicht daran hindert, seine Geschichte weiter zu erzählen.

## Trivia
Für den chinesischen Markt wurde eine eigene Länderversion des Films geschaffen, in der einige Szenen erweitert wurden und die chinesischen Co-Stars längere Auftritte haben. Zudem gibt es eigens auf den chinesischen Markt abgestimmte Produktplatzierungen, und Iron Man trinkt Milch statt Alkohol.

## Synchronisation
Die deutsche Synchronisation des Films übernahm die Berliner Synchron AG. Das Dialogbuch sowie Dialogregie unterlagen Gerrit Schmidt-Foß.
| Rolle                           | Darsteller/Originalsprecher | Synchronsprecher  |
| ------------------------------- | --------------------------- | ----------------- |
| Anthony „Tony“ Stark / Iron Man | Robert Downey Jr.           | Tobias Meister    |
| Virginia „Pepper“ Potts         | Gwyneth Paltrow             | Katrin Fröhlich   |
| Lt. Col. James „Rhodey“ Rhodes  | Don Cheadle                 | Dietmar Wunder    |
| Mandarin/Trevor                 | Ben Kingsley                | Peter Matić       |
| Maya Hansen                     | Rebecca Hall                | Manja Doering     |
| Aldrich Killian                 | Guy Pearce                  | Viktor Neumann    |
| Happy Hogan                     | Jon Favreau                 | Michael Iwannek   |
| J.A.R.V.I.S. (Sprechrolle)      | Paul Bettany                | Frank Schaff      |
| US-Präsident Ellis              | William Sadler              | Bodo Wolf         |
| Eric Savin                      | James Badge Dale            | Robin Kahnmeyer   |
| Dr. Bruce Banner                | Mark Ruffalo                | Norman Matt       |
| Harley Keener                   | Ty Simpkins                 | Cedric Eich       |
| Agent Brandt                    | Stephanie Szostak           | Victoria Sturm    |
| Mrs. Davis                      | Dale Dickey                 | Sabine Walkenbach |
| Vize-Präsident Rodriguez        | Miguel Ferrer               | Lutz Mackensy     |

## Kritiken
Der Film erhielt insgesamt positive bis gemischte Kritiken. Bei Metacritic hält er derzeit (Stand: 8. Oktober 2013) 62 von 100 Punkten aus professionellen Kritiken und 6,5 Punkte von 10 bei der Publikumsbewertung. Auf Rotten Tomatoes hält der Film zur selben Zeit 79 % auf dem Tomatometer.
Die Kritik von Kino7.de lobt die darstellerische Leistung des Hauptdarstellers Robert Downey Jr., kritisiert dabei aber, dass dies auch das einzige sei, was an dem Film positiv heraussteche. Zudem wird die abnehmende Qualität der Reihe bei den Nebenfiguren kritisiert:

„Marvel serviert uns hier gewohnte Superheldenkost, die einzig und allein durch den grandiosen Hauptdarsteller Robert Downey Jr. heraussticht. Iron Man 3 bietet solides Blockbusterkino gepickt mit Dramatik und Witz. Schade nur, dass die Figuren neben Iron Man mit jedem Teil mehr verblassen …“

Auf Critic.de werden inhaltliche Schwächen des Filmes kritisiert, zugleich aber gelobt, wie der dritte mit den vorherigen zwei Teilen eine gelungene Einheit bildet:

„Iron Man 3 krankt erwartbar an den sich gegenseitig bekämpfenden Anforderungen von Entertainment und Sozialkritik – aber wenn man gewillt ist, diese Einschränkungen einmal hinzunehmen, dann zeigt der Abschluss der Trilogie, trotz vieler inszenatorischer Fehltritte und Durststrecken, eine thematische Geschlossenheit, die sich zu würdigen lohnt.“

Das Lexikon des internationalen Films lobte den „absurde[n] Humor und [die] pfiffigen Dialoge […]“ sowie die „einfallreichen Actionszenen“. Die Titelfigur erfahre eine „stimmig[e]“ Weiterentwicklung.

## Auszeichnungen (Auswahl)
Bei der Saturn-Award-Verleihung 2014 wurde der Film als Beste Comicverfilmung ausgezeichnet. Robert Downey Jr. erhielt eine Auszeichnung als Bester Hauptdarsteller, Ben Kingsley wurde als Bester Nebendarsteller geehrt.
Komponist Brian Tyler erhielt für seine Arbeit 2013 einen BMI Film & TV Award.
In der Kategorie Beste visuelle Effekte waren Christopher Townsend, Guy Williams sowie Erik Nash und Daniel Sudick 2014 für den Oscar nominiert.

## Soundtrack
Die Filmmusik erschien am 10. Mai 2013 unter dem Namen Iron Man 3 – Original Motion Picture Soundtrack. Herausgeber ist das Label Hollywood Records (Universal Music Austria).
| Nr. | Titel                                   | Länge |
| --- | --------------------------------------- | ----- |
| 1.  | Iron Man 3                              | 02:23 |
| 2.  | War Machine                             | 07:17 |
| 3.  | Attack on 10880 Malibu Point            | 04:34 |
| 4.  | Isolation                               | 01:59 |
| 5.  | Dive Bombers                            | 02:24 |
| 6.  | New Beginnings                          | 03:54 |
| 7.  | Extremis                                | 05:06 |
| 8.  | Stark                                   | 04:31 |
| 9.  | Leverage                                | 02:15 |
| 10. | The Mandarin                            | 02:36 |
| 11. | Heat and Iron                           | 05:42 |
| 12. | Misfire                                 | 03:26 |
| 13. | Culmination                             | 02:29 |
| 14. | The Mechanic                            | 03:43 |
| 15. | Hot Pepper                              | 04:41 |
| 16. | Another Lesson from The Mandarin        | 02:56 |
| 17. | Dr. Wu                                  | 02:41 |
| 18. | Return                                  | 06:19 |
| 19. | Battle Finale                           | 03:56 |
| 20. | Can You Dig It (Iron Man 3 Main Titles) | 02:41 |

## Einspielergebnis
Die nachstehenden Angaben zu Einnahmerekorden beziehen sich auf die absoluten Einnahmen und sind nicht inflationsbereinigt.
Die 200 Mio. US-Dollar (175,4 Mio. Euro; 163,3 Mio. Schweizer Franken) teure Produktion lief ab dem 24. April 2013 in vielen Ländern an und spielte innerhalb einer Woche über 300 Mio. US-Dollar (263,1 Mio. Euro; 245 Mio. Schweizer Franken) ein. In Nordamerika (Vereinigte Staaten und Kanada) startete er am 3. Mai 2013 und spielte dort am Startwochenende 174,1 Mio. US-Dollar (152,7 Mio. Euro; 142,2 Mio. Schweizer Franken) ein. Bis dahin brachte der Film außerhalb Nordamerikas 664,1 Mio. US-Dollar (442,7 Mio. Euro; 412,2 Mio. Schweizer Franken) ein. Damit legte er nach Marvel’s The Avengers den zweitbesten Kinostart der Filmgeschichte hin. Gleichzeitig war er schon nach knapp zehn Tagen in den weltweiten Kinos nicht nur der erfolgreichste Teil der Iron-Man-Reihe, sondern auch, abgesehen von den Avengers, der größte kommerzielle Erfolg von Robert Downey Jr. und der erfolgreichste Solo-Film des Superheldengenres (zuvor war das The Dark Knight Rises). Zudem ist er nach der Sam-Raimi-Spider-Man-Trilogie und der Dark-Knight-Reihe die erfolgreichste Superheldentrilogie. Er belegt zurzeit Platz 26 (Stand: 19. April 2025) der erfolgreichsten Filme der Geschichte. Im Jahr 2013 wurden bundesweit 1.907.885 Besucher an den deutschen Kinokassen gezählt, womit der Film den 13. Platz der meistbesuchten Filme des Jahres belegte.
Des Weiteren erreichte der Film den besten Kinostart aller Zeiten in folgenden Ländern: China, Ukraine, Thailand, Südafrika, Argentinien, Hongkong, Singapur, Indonesien, Vietnam, Taiwan, Philippinen, Malaysia.